# Campeonato Sergipano de Futebol de 2024 - Série A2
O Campeonato Sergipano de 2024 - Série A2 será a 44ª edição desta competição futebolística organizada pela Federação Sergipana de Futebol (FSF). Os finalistas garantiram acesso à primeira divisão.

## Formato e participantes
A competição será dividida em quatro fases: na primeira, as equipes foram divididas em 5 grupos regionalizados, em turno e returno; com os 2 melhores colocados classificando-se à segunda fase. Na segunda fase, os classificados formam 2 grupos com 5 clubes e se enfrentaram em partidas de ida, classificam-se para a próxima fase os dois primeiros colocados de cada grupo. Na terceira fase, os clubes jogam partidas eliminatórias no sistema ida e volta, os vencedores ganharão acesso ao Sergipão Série A1 de 2025. Na quarta fase, os clubes classificados decidirão o título do Sergipão Série A2, as equipes jogam partidas em ida e volta, em caso de empate em ambas as fases eliminatórias as partidas são decididas nas disputas de pênaltis.   
Em caso de empate entre duas ou mais equipes, serão adotados estes critérios de desempate:
1. Maior número de vitórias;
2. Maior saldo de gols;
3. Maior número de gols marcados;
4. Confronto direto;
5. Menor número de cartões vermelhos recebidos;
6. Menor número de cartões amarelos recebidos;
7. Sorteio.

Semifinal e Final são disputadas no sistema mata-mata em jogos de ida e volta. Em caso de empate entre duas ou mais equipes, serão adotados estes critérios de desempate:
1. Melhor saldo de gols no confronto;
2. Disputa de pênaltis.

Os 25 participantes são:

## Equipes participantes

### Promovidos e rebaixados
| Pos. | Rebaixados da Série A1 de 2023 |
| ---- | ------------------------------ |
| 9º   | Freipaulistano                 |
| 10º  | Estanciano                     |

### Informações das equipes
| Baixa | Equipes rebaixadas da Série A1 de 2023 |

## Primeira Fase

### Grupo A
| Grupo A | Grupo A         | Grupo A | Grupo A | Grupo A | Grupo A | Grupo A | Grupo A | Grupo A | Grupo A | Grupo A | Grupo A |
| Pos     | Times           | Pts     | J       | V       | E       | D       | GP      | GC      | SG      | %       |         |
| ------- | --------------- | ------- | ------- | ------- | ------- | ------- | ------- | ------- | ------- | ------- | ------- |
| 1       | Flamengo        | 21      | 8       | 7       | 0       | 1       | 13      | 1       | +12     | 88      |         |
| 2       | Rosário Central | 18      | 8       | 6       | 0       | 2       | 17      | 7       | +10     | 75      |         |
| 3       | Aracaju         | 15      | 8       | 5       | 0       | 3       | 14      | 10      | +4      | 63      |         |
| 4       | Maruinense      | 4       | 8       | 1       | 1       | 6       | 5       | 13      | -8      | 17      |         |
| 5       | Sport-SE        | 1       | 8       | 0       | 1       | 7       | 1       | 19      | -18     | 4       |         |

|  |                                       |
|  |                                       |
|  | Equipes classificadas à Segunda Frase |
|  | Rebaixados para a Série A3 de 2025    |

| Aracaju         |     | 0–1 | 3–1  | 2–1 | 1–0  |
| Flamengo        | 2–0 |     | 1–0  | 0–1 | 3–0  |
| Maruinense      | 0–3 | 0–2 |      | 0–2 | 0–0  |
| Rosário Central | 4–2 | 0–2 | 2–1  |     | 3–0* |
| Sport-SE        | 1–3 | 0–2 | 0–3* | 0–4 |      |

|  |                     |  |        |  |                      |
|  | Vitória do Mandante |  | Empate |  | Vitória do Visitante |

### Grupo B
| Grupo B | Grupo B       | Grupo B | Grupo B | Grupo B | Grupo B | Grupo B | Grupo B | Grupo B | Grupo B | Grupo B | Grupo B |
| Pos     | Times         | Pts     | J       | V       | E       | D       | GP      | GC      | SG      | %       |         |
| ------- | ------------- | ------- | ------- | ------- | ------- | ------- | ------- | ------- | ------- | ------- | ------- |
| 1       | Desp. Aracaju | 22      | 8       | 7       | 1       | 0       | 16      | 4       | +12     | 92      |         |
| 2       | Barra-SE      | 19      | 8       | 6       | 1       | 1       | 19      | 4       | +15     | 79      |         |
| 3       | Santa Cruz    | 12      | 8       | 4       | 0       | 4       | 14      | 14      | 0       | 50      |         |
| 4       | Cotinguiba    | 4       | 8       | 1       | 1       | 6       | 7       | 14      | -7      | 17      |         |
| 5       | Socorrense    | 1       | 8       | 0       | 1       | 7       | 0       | 20      | -20     | 4       |         |

|  |                                       |
|  |                                       |
|  | Equipes classificadas à Segunda Frase |
|  | Rebaixados para a Série A3 de 2025    |

| Barra-SE      |      | 1–1  | 2–0 | 3–1 | 2–0 |
| Desp. Aracaju | 1–0  |      | 3–1 | 3–1 | 1–0 |
| Cotinguiba    | 0–3* | 0–1  |     | 0–2 | 4–0 |
| Santa Cruz    | 1–3  | 1–3  | 2–0 |     | 2-0 |
| Socorrense    | 0–5  | 0–3* | 0–0 | 0–3 |     |

|  |                     |  |        |  |                      |
|  | Vitória do Mandante |  | Empate |  | Vitória do Visitante |

### Grupo C
| Grupo C | Grupo C      | Grupo C | Grupo C | Grupo C | Grupo C | Grupo C | Grupo C | Grupo C | Grupo C | Grupo C | Grupo C |
| Pos     | Times        | Pts     | J       | V       | E       | D       | GP      | GC      | SG      | %       |         |
| ------- | ------------ | ------- | ------- | ------- | ------- | ------- | ------- | ------- | ------- | ------- | ------- |
| 1       | América      | 18      | 8       | 6       | 0       | 2       | 20      | 9       | +11     | 75      |         |
| 2       | Independente | 13      | 8       | 3       | 4       | 1       | 12      | 11      | +1      | 54      |         |
| 3       | Riachão      | 12      | 8       | 3       | 3       | 2       | 11      | 7       | +4      | 50      |         |
| 4       | Amadense     | 10      | 8       | 3       | 1       | 4       | 15      | 18      | -3      | 42      |         |
| 5       | Boquinhense  | 2       | 8       | 0       | 2       | 6       | 5       | 18      | -13     | 8       |         |

|  |                                       |
|  |                                       |
|  | Equipes classificadas à Segunda Frase |
|  | Rebaixados para a Série A3 de 2025    |

| Amadense     |     | 1–3 | 3–1 | 1–2 | 3–1 |
| América      | 4–1 |     | 3–0 | 2–3 | 1–0 |
| Boquinhense  | 3–4 | 0–3 |     | 0–2 | 0–2 |
| Indepéndente | 2–2 | 0–3 | 1–1 |     | 1–1 |
| Riachão      | 2–0 | 4–1 | 0–0 | 1–1 |     |

|  |                     |  |        |  |                      |
|  | Vitória do Mandante |  | Empate |  | Vitória do Visitante |

### Grupo D
| Grupo D | Grupo D        | Grupo D | Grupo D | Grupo D | Grupo D | Grupo D | Grupo D | Grupo D | Grupo D | Grupo D | Grupo D |
| Pos     | Times          | Pts     | J       | V       | E       | D       | GP      | GC      | SG      | %       |         |
| ------- | -------------- | ------- | ------- | ------- | ------- | ------- | ------- | ------- | ------- | ------- | ------- |
| 1       | Freipaulistano | 19      | 8       | 6       | 1       | 1       | 21      | 3       | +18     | 79      |         |
| 2       | Boca Júnior    | 16      | 8       | 5       | 1       | 2       | 14      | 8       | +6      | 62      |         |
| 3       | Estanciano     | 10      | 8       | 3       | 1       | 4       | 11      | 12      | -1      | 42      |         |
| 4       | Sete de Junho  | 7       | 8       | 2       | 1       | 5       | 7       | 15      | -8      | 29      |         |
| 5       | Botafogo-SE    | 5       | 8       | 1       | 2       | 5       | 3       | 17      | -14     | 21      |         |

|  |                                       |
|  |                                       |
|  | Equipes classificadas à Segunda Frase |
|  | Rebaixados para a Série A3 de 2025    |

| Boca Júnior    |      | 0–0 | 2–1  | 0–2 | 4–1 |
| Botafogo-SE    | 0–3* |     | 1–2  | 0–3 | 1–0 |
| Estanciano     | 1–2  | 1–1 |      | 1–4 | 1–2 |
| Freipaulistano | 2–1  | 6–0 | 0–1  |     | 4–0 |
| Sete de Junho  | 1–2  | 2–0 | 0–3* | 0–0 |     |

|  |                     |  |        |  |                      |
|  | Vitória do Mandante |  | Empate |  | Vitória do Visitante |

### Grupo E
| Grupo E | Grupo E     | Grupo E | Grupo E | Grupo E | Grupo E | Grupo E | Grupo E | Grupo E | Grupo E | Grupo E | Grupo E |
| Pos     | Times       | Pts     | J       | V       | E       | D       | GP      | GC      | SG      | %       |         |
| ------- | ----------- | ------- | ------- | ------- | ------- | ------- | ------- | ------- | ------- | ------- | ------- |
| 1       | Guarany-SE  | 19      | 8       | 6       | 1       | 1       | 22      | 6       | +16     | 79      |         |
| 2       | Canindé     | 16      | 8       | 5       | 1       | 2       | 14      | 10      | +4      | 67      |         |
| 3       | Força Jovem | 12      | 8       | 4       | 0       | 4       | 16      | 10      | +6      | 50      |         |
| 4       | Propriá     | 9       | 8       | 2       | 3       | 3       | 11      | 14      | -3      | 38      |         |
| 5       | Coritiba-SE | 1       | 8       | 0       | 1       | 7       | 6       | 29      | -23     | 4       |         |

|  |                                       |
|  |                                       |
|  | Equipes classificadas à Segunda Frase |
|  | Rebaixados para a Série A3 de 2025    |

| Canindé     |     | 3–1 | 2–0  | 4–2 | 2–1 |
| Coritiba-SE | 1–2 |     | 1–5  | 0–4 | 3–3 |
| Força Jovem | 2–1 | 4–0 |      | 1–2 | 1–2 |
| Guarany-SE  | 0–3 | 5–0 | 1–0  |     | 4–0 |
| Propriá     | 0–0 | 3–0 | 0–3* | 1–1 |     |

|  |                     |  |        |  |                      |
|  | Vitória do Mandante |  | Empate |  | Vitória do Visitante |

## Segunda Fase

### Grupo F
| Grupo F | Grupo F        | Grupo F | Grupo F | Grupo F | Grupo F | Grupo F | Grupo F | Grupo F | Grupo F | Grupo F | Grupo F |
| Pos     | Times          | Pts     | J       | V       | E       | D       | GP      | GC      | SG      | %       |         |
| ------- | -------------- | ------- | ------- | ------- | ------- | ------- | ------- | ------- | ------- | ------- | ------- |
| 1       | Guarany-SE     | 13      | 5       | 4       | 1       | 0       | 14      | 2       | +12     | 87      |         |
| 2       | América        | 13      | 5       | 4       | 1       | 0       | 13      | 4       | +9      | 87      |         |
| 3       | Desp. Aracaju  | 12      | 5       | 4       | 0       | 1       | 16      | 5       | +11     | 80      |         |
| 4       | Freipaulistano | 8       | 5       | 2       | 2       | 1       | 8       | 6       | +2      | 53      |         |
| 5       | Flamengo       | 1       | 5       | 0       | 1       | 4       | 2       | 17      | -15     | 7       |         |

|  |                                    |
|  |                                    |
|  | Equipes classificadas à Fase Final |

### Grupo G
| Grupo G | Grupo G         | Grupo G | Grupo G | Grupo G | Grupo G | Grupo G | Grupo G | Grupo G | Grupo G | Grupo G | Grupo G |
| Pos     | Times           | Pts     | J       | V       | E       | D       | GP      | GC      | SG      | %       |         |
| ------- | --------------- | ------- | ------- | ------- | ------- | ------- | ------- | ------- | ------- | ------- | ------- |
| 1       | Barra-SE        | 8       | 5       | 2       | 2       | 1       | 7       | 6       | +1      | 53      |         |
| 2       | Rosário Central | 4       | 5       | 1       | 1       | 3       | 5       | 7       | -2      | 27      |         |
| 3       | Boca Júnior     | 4       | 5       | 1       | 1       | 3       | 8       | 11      | -3      | 27      |         |
| 4       | Independente-SE | 4       | 5       | 1       | 1       | 3       | 6       | 9       | -3      | 27      |         |
| 5       | Canindé         | 3       | 5       | 1       | 0       | 4       | 8       | 20      | -12     | 20      |         |

|  |                                    |
|  |                                    |
|  | Equipes classificadas à Fase Final |

## Fase Final
Em itálico as equipes que possuem o mando de campo no jogo de ida; em negrito as equipes vencedoras.
|  | Semifinais      | Semifinais | Semifinais | Semifinais |   |            | Final | Final | Final | Final |
|  |                 |            |            |            |   |            |       |       |       |       |
|  | Guarany-SE      | 3          | 3          | 6          |   |            |       |       |       |       |
|  | Rosário Central | 1          | 1          | 2          |   |            |       |       |       |       |
|  | Rosário Central | 1          | 1          | 2          |   | Guarany-SE | 2     | 2     | 4     |       |
|  |                 |            |            |            |   | Guarany-SE | 2     | 2     | 4     |       |
|  |                 | Barra-SE   | 2          | 1          | 3 |            |       |       |       |       |
|  | América         | Barra-SE   | 2          | 1          | 3 | 1          | 0     | 1     |       |       |
|  | América         |            |            |            |   | 1          | 0     | 1     |       |       |
|  | Barra-SE        | 1          | 1          | 2          |   |            |       |       |       |       |